# Herzinfucked
Herzinfucked ist das vierte Studioalbum des deutschen Rappers Montez. Es erschien am 7. April 2022 über Universal Music.

## Hintergrund
Als erste auf dem Album enthaltene Single war Ende 2020 Engel erschienen, also etwa eineinhalb Jahre vor Veröffentlichung des Albums. Ungefähr ein halbes Jahr später konnte Montez mit der ebenfalls auf dem Album enthaltenen Single Auf & ab seinen kommerziellen Durchbruch feiern. Insgesamt sind neun der vierzehn Titel vorab veröffentlicht worden.
Ende Januar 2022 kündigte der Rapper als Veröffentlichungsdatum des Albums den 18. März an, erschienen ist es letztlich am 7. April.

## Titelliste
| Nr.          | Titel                                  | Autor(en) | Produktion                   | Länge |
| ------------ | -------------------------------------- | --- | ---------------------------- | ----- |
| 1.           | Gehen oder bleiben                     | Robin Wick, Nico Witter, Yannick Johannknecht, Luca Montesinos Gargallo, Noah Amano                                   | Aside                        | 2:36  |
| 2.           | Gerade so verfehlt                     | Noah Amano, Oliver Avalon, Luca Montesinos Gargallo, Yannick Johannknecht                                             | Aside                        | 2:25  |
| 3.           | 10m2                                   | Oliver Avalon, Luca Montesinos Gargallo, Yannick Johannknecht, David Weiss                                            | Aside                        | 1:53  |
| 4.           | Marlboro Light                         | Luca Montesinos Gargallo, Oliver Avalon, Yannick Johannknecht, Marco Tscheschlok                                      | Aside                        | 2:36  |
| 5.           | Auf & ab                               | Luca Montesinos Gargallo, Oliver Avalon, Tom Hengelbrock, Marco Tscheschlok, Yannick Johannknecht                     | Aside                        | 2:45  |
| 6.           | Mond (feat. Badmómzjay)                | Luca Montesinos Gargallo, Josy Napieray, Oliver Avalon, Vito Kovach, Marco Tscheschlok, Yannick Johannknecht          | Aside                        | 2:24  |
| 7.           | Geisterstadt                           | Luca Montesinos Gargallo, Jan Platt, Yanek Stärk, David Weiss                                                         | Yanek Stärk, Dave White      | 2:20  |
| 8.           | Engel                                  | Luca Montesinos Gargallo, Vincent Stein, Yannick Johannknecht, Konstantin Scherer, Robin Haefs, Alexander Zuckowski   | Aside, Beatzarre & Djorkaeff | 2:56  |
| 9.           | Wenn es regnet (feat. Vega)            | Oliver Avalon, Luca Montesinos Gargallo, Marco Tscheschlok, Andre Witter, Lennard Oestmann                            | Jumpa                        | 2:54  |
| 10.          | Streiten                               | Oliver Avalon, Marco Tscheschlok, Lennard Oestmann, Luca Montesinos Gargallo, Andre Neves, David Veiga                | Jumpa                        | 2:41  |
| 11.          | Immer wenn ich gehen will (feat. Elif) | Luca Montesinos Gargallo, Elif Demirezer, Lennard Oestmann, Andre Neves, David Veiga, Oliver Groos, Marco Tscheschlok | Jumpa, Magestick             | 2:44  |
| 12.          | Jedes Jahr November                    | Oliver Avalon, Leonard Pieper, Nico Witter, Luca Montesinos Gargallo, Maximilian Grimmer                              | Maxe                         | 2:02  |
| 13.          | Herz aus Beton                         | Luca Montesinos Gargallo, Philip Böllhoff, Hannes Büscher, Sipho Sililo, David Vogt, Jan Platt, Yanek Stärk           | Beatgees                     | 2:30  |
| 14.          | Niemals ohne Dich                      | Luca Montesinos Gargallo, Yannick Johannknecht, Jan Platt, Nico Witter                                                | Aside                        | 2:41  |
| Gesamtlänge: | Gesamtlänge:                           | Gesamtlänge: | Gesamtlänge:                 | 35:34 |

## Tour
Im Rahmen der Herzinfucked-Tour bespielte Montez im August und September 2022 folgende Veranstaltungsstätten:
- Im Wizemann (Stuttgart)
- Ampere (München)
- Hirsch (Nürnberg)
- Täubchental (Leipzig)
- Kantine (Köln)
- FZW (Dortmund)
- Grelle Forelle (Wien)
- Dynamo (Zürich)

Im Dezember wurden außerdem Zusatztermine an folgenden Orten veranstaltet, wobei in Hamburg zweimal gespielt wurde:
- Lido (Berlin)
- Zoom (Frankfurt am Main)
- Lokschuppen (Bielefeld)
- Mojo (Hamburg)

## Rezeption

### Rezensionen
Laut einer Rezension der Freien Presse ist das Album ein „Soundtrack für alle Pubertierenden, deren Gefühlsleben gerade ordentlich durchgerüttelt wird“, genau wie es der Titel erwarten lasse. Dementsprechend vorhersehbar seien Inhalt und Musik. Dennoch merke man in einigen Momenten, dass Montez „durch eine harte Schule gegangen ist“. Diese persönlichen Momente könnten für den Rezensenten ausgeprägter sein.

### Charts und Chartplatzierungen
| ChartsChartplatzierungen | Höchstplatzierung | Wochen |
| ------------------------ | ----------------- | ------ |
| Deutschland (GfK)        | 9 (16 Wo.)        | 16     |
| Österreich (Ö3)          | 71 (2 Wo.)        | 2      |
| Schweiz (IFPI)           | 83 (1 Wo.)        | 1      |